# Bas Kast

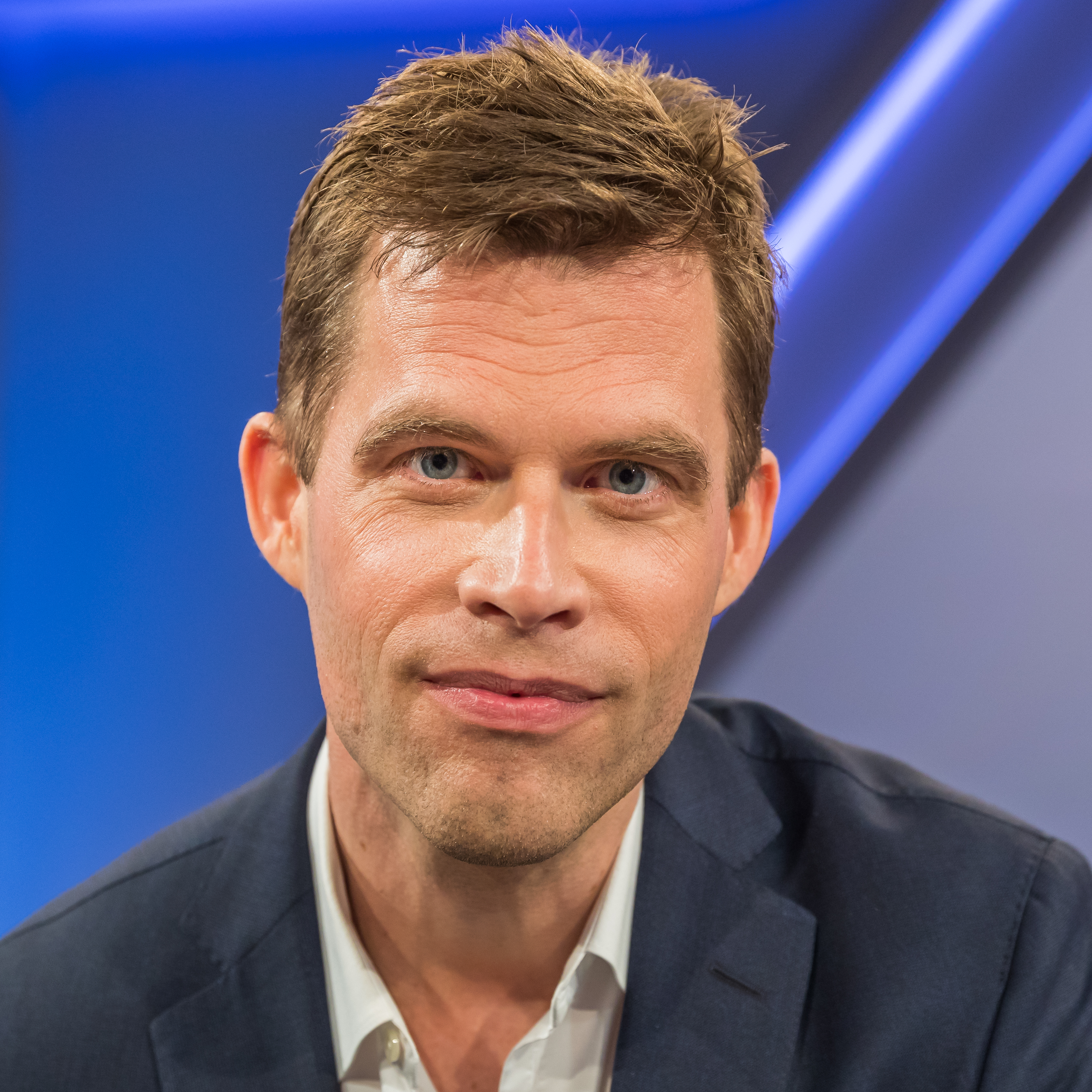
Bas Kast (2019)

Bas Kast (* 16. Januar 1973 in Landau in der Pfalz) ist ein deutsch-niederländischer Wissenschaftsjournalist und Autor populärwissenschaftlicher Bücher.

## Leben
Kast ist Sohn eines deutschen Vaters und einer niederländischen Mutter und wuchs zweisprachig auf. Er ging in Utrecht sowie München zur Schule und absolvierte einen Austausch nach Kalifornien. Nach dem Abitur studierte er Psychologie und Biologie an den Universitäten in Konstanz und Bochum sowie bei Marvin Minsky am Massachusetts Institute of Technology und war Stipendiat der Studienstiftung des deutschen Volkes. 1997 wurde er von der Körber-Stiftung mit dem Deutschen Studienpreis ausgezeichnet.
Seine journalistische Ausbildung erhielt Kast bei den Magazinen Geo und Nature sowie bei der Tageszeitung Der Tagesspiegel in Berlin; dort fing er 2000 als Volontär an, wurde 2002 Redakteur im Wissenschaftsressort und war von 2005 bis 2008 Reporter. Seither arbeitet er als freier Journalist. Kast wurde unter anderem mit dem Axel-Springer-Preis (2002), dem Heureka-Journalistenpreis von Sanofi-Aventis (2004) und dem European Science Writers Award von Euroscience (2006) ausgezeichnet.
2003 erschien unter dem Titel Revolution im Kopf sein erstes Buch, in dem er beschreibt, wie die Hirnforschung unser Menschenbild und Bild der Wirklichkeit verändert. Im Jahr darauf veröffentlichte er sein Buch Die Liebe und wie sich Leidenschaft erklärt. Mit ihm stand er mehrere Wochen auf der Bestsellerliste des Nachrichtenmagazins Der Spiegel und landete auch international einen Erfolg. 2007 kam das Buch Wie der Bauch dem Kopf beim Denken hilft auf den Markt, das sich ebenfalls zum Bestseller entwickelte. In den Folgejahren veröffentlichte er Sachbücher zu den Themen Glück und Kreativität.
Kast leidet seit 2013 an einer Verengung der Herzkranzgefäße. Nach einem Anfall von Angina Pectoris beim Joggen im Alter von 40 Jahren stellte er seine Ernährung um und recherchierte drei Jahre lang für sein 2018 erschienenes Buch Der Ernährungskompass. Das Fazit aller wissenschaftlichen Studien zum Thema Ernährung. Das Buch wurde im selben Jahr von Bild der Wissenschaft als Wissensbuch des Jahres ausgezeichnet.
Mit seinen populärwissenschaftlichen Büchern ist Kast des Öfteren als Gast in Fernseh- und Hörfunksendungen eingeladen. Nach ihm wurde die Süßwasserschnecke Tylomelania baskasti benannt, deren malakologische Erforschung er unterstützt hatte.
2020 veröffentlichte Kast mit Das Buch eines Sommers seinen ersten Roman.
Er ist mit der Stammzellforscherin Sina Bartfeld verheiratet, hat drei Söhne mit ihr und lebt in der Nähe des Schlachtensees in Berlin.

## Veröffentlichungen
- Revolution im Kopf. Die Zukunft des Gehirns (= Gebrauchsanweisungen für das 21. Jahrhundert). Berliner Taschenbuchverlag, Berlin 2003, ISBN 978-3-442-76150-0.
- Die Liebe und wie sich Leidenschaft erklärt. S. Fischer, Frankfurt 2004, ISBN 978-3-10-038301-3; Fischer-Taschenbuch-Verlag, Frankfurt 2006, ISBN 978-3-596-16198-0.
- Wie der Bauch dem Kopf beim Denken hilft. Die Kraft der Intuition. S. Fischer, Frankfurt 2007, ISBN 978-3-10-038302-0; 3. Auflage: Fischer-Taschenbuch-Verlag, Frankfurt am Main 2009, ISBN 978-3-596-17451-5.
- Ich weiß nicht, was ich wollen soll. Warum wir uns so schwer entscheiden können und wo das Glück zu finden ist. S. Fischer, Frankfurt 2012, ISBN 978-3-10-038303-7; Fischer-Taschenbuch-Verlag, Frankfurt 2013, ISBN 978-3-596-19192-5
- Und plötzlich macht es KLICK! Das Handwerk der Kreativität oder wie die guten Ideen in den Kopf kommen. S. Fischer, Frankfurt 2015, ISBN 978-3-10-038304-4.
- Der Ernährungskompass. Das Fazit aller wissenschaftlichen Studien zum Thema Ernährung. C. Bertelsmann Verlag, München 2018, ISBN 978-3-570-10319-7.
- Der Ernährungskompass – Das Kochbuch. C. Bertelsmann Verlag, München 2019, ISBN 978-3-570-10381-4.
- Das Buch eines Sommers. Werde, der du bist. Roman. Diogenes, Zürich 2020, ISBN 978-3-257-07150-4.
- Wenn du einen Traum hast. Illustriert von Sofiya Usach. C. Bertelsmann Verlag, München 2021, ISBN 978-3-570-10457-6.
- Kompass für die Seele. Das Fazit neuester Studien zu Resilienz und innerer Stärke. C. Bertelsmann Verlag, München 2023, ISBN 978-3-570-10461-3.
- Warum ich keinen Alkohol mehr trinke. Eine Entscheidungshilfe auf Basis neuester wissenschaftlicher Studien. C. Bertelsmann Verlag, München 2024, ISBN 978-3-570-10581-8.